# Valeriy Lobanovskiy
Valeriy Vasilyevich Lobanovskiy ou Valeriy Vasylyovych Lobanovs'kyi  - respetivamente, em russo, Валерий Васильевич Лобановский, e, em ucraniano, Валерій Васильович Лобановський (Kiev, 6 de janeiro de 1939 — Zaporizhzhya, 13 de maio de 2002) foi um futebolista e o mais famoso técnico de futebol ucraniano.
Foi o idealizador do chamado futebol científico. Em 2019, figurou na 6ª posição da lista "Os 50 maiores treinadores de futebol de todos os tempos", da revista francesa France Football.

## Como Jogador
Jogou profissionalmente por 11 anos, de 1957 à 1968, passando por Dínamo Kiev (participou da conquista do campeonato soviético de 1961, o primeiro do Dínamo e de um clube ucraniano), Chornomorets Odessa e Shakhtar Donets'k, jogando suas duas únicas partidas pela Seleção Soviética nas Olimpíadas de 1960.

## Como Técnico

### Dínamo Kiev
Começou sua carreira de técnico em 1969, no Dnipro Dnipropetrovs'k. Após temporadas sem sucesso no Dnipro, passou a treinar, em 1974, seu ex-clube, o Dínamo, comandando o clube em sua época mais vitoriosa, de 1975 à 1990, quando a equipe conquistou 7 campeonatos soviéticos e, em 1975 e 1986, duas Recopas Européias, fazendo do clube o primeiro da União Soviética a conquistar um torneio de clubes.

### Seleção Soviética
Paralelamente ao comando do Dínamo, Lobanovs'kyi chegou a treinar a URSS nas Olimpíadas de 1976, conquistando o bronze, e nas Copas do Mundo de 1986 (assumindo o cargo às vésperas do torneio, substituindo Eduard Malafeyew) e 1990 e na Eurocopa de 1988, onde foi vice-campeão. Na Copa de 86, os soviéticos alcançaram a segunda fase; na de 90 a equipe, decadente, não passou da primeira.

### No Oriente Médio e volta à Ucrânia
Após a Copa de 90, Lobanovs'kyi foi passar seis anos no futebol árabe, onde treinou as seleções dos Emirados Árabes e do Kuwait.
Voltou ao seu Dínamo de Kiev em 1997, permanecendo como treinador do clube até sua morte, em 2002, conquistando cinco campeonatos ucranianos. Chegou a treinar paralelamente, em 2000 e 2001, a Seleção Ucraniana, mas a equipe foi eliminada na repescagem para a Copa do Mundo de 2002 pela Alemanha.

## Títulos
Dínamo de Kiev
- Campeonato Soviético (8): 1974, 1975, 1977, 1980, 1981, 1985, 1986, 1990
- Copa da União Soviética (6): 1974, 1978, 1982, 1985, 1987, 1990
- Supercopa da União Soviética (3): 1980, 1985, 1986
- Campeonato Ucraniano (5): 1997, 1998, 1999, 2000, 2001
- Copa da Ucrânia (3): 1998, 1999, 2000
- Taça dos Clubes Vencedores de Taças (2): 1975, 1986
- Supercopa Europeia (1): 1975
- Copa da Comunidade dos Estados Independentes (3): 1997, 1998, 2002

### Prêmios Individuais
- Maior Treinador de Todos os Tempos – um dos 5 treinadores[3] classificados entre os 10 maiores pela France Football, World Soccer e ESPN[4]
  - 6º da World Soccer: 2013[5][6]
  - 6º da France Football: 2019[7][8][9]
  - 8º da ESPN: 2013[10]
- France Football 8º Maior Treinador do Século 20[11]

## Morte e Homenagens

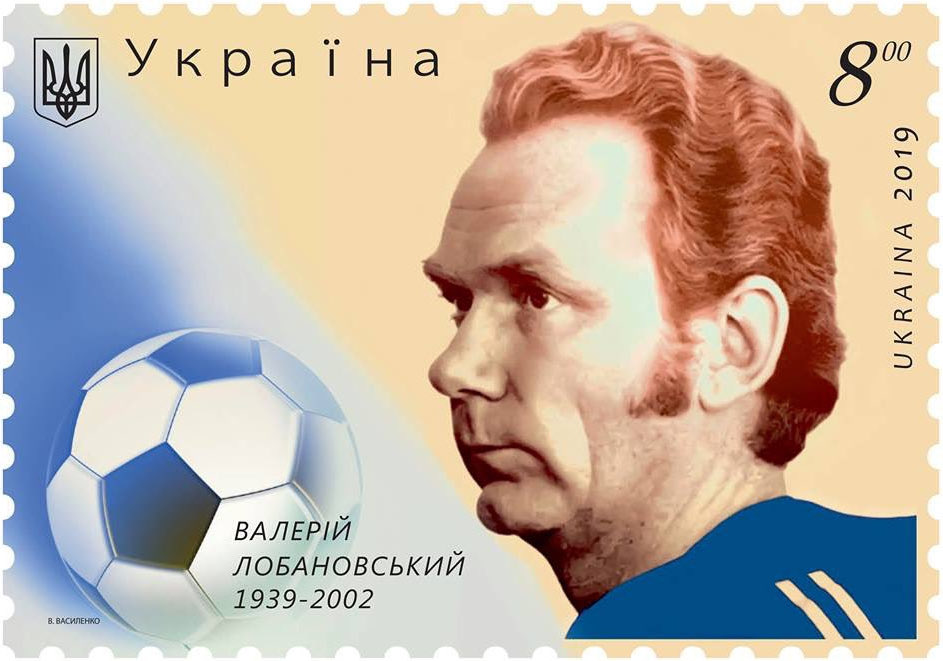
Selo ucraniano de 2019 em homenagem a Valeriy Lobanovskyi

Morreu em 13 de maio de 2002 durante uma cirurgia cerebral, uma semana após sofrer um derrame pouco depois de jogo do Dínamo. Recebeu postumamente o título de Herói da Ucrânia, a mais alta honraria nacional. Dois dias após sua morte ocorreu a disputa da final da Liga dos Campeões da UEFA da temporada 2001/02, tendo a entidade homenageado-o também, com um minuto de silêncio antes da partida.
Um ano depois, após ser campeão do torneio com o Milan, Andriy Shevchenko, a quem lançara no Dínamo (que renomeou seu estádio para Dínamo Lobanovs'kyi), visitou seu túmulo na Ucrânia, deixando sobre a sepultura sua medalha de campeão.